# Sarbanissa transiens
Sarbanissa transiens là một loài bướm đêm trong họ Noctuidae.